# Émile-Alexandre Taskin
Émile-Alexandre Taskin   (París, 18 de març de 1853 - París, 5 d'octubre de 1897) era un baríton operista francès actiu principalment a l'Opéra-Comique de París. Fou un descendent del fabricant de clavicèmbals Pascal Taskin (1723-1793).
Després de cantar en cors de l'església de petit, Taskin va estudiar al Conservatori de París, sota Bussine i Ponchard. Després de debutar el 1875 a L'Enfance du Christ de Berlioz, el seu debut escènic va ser el setembre de 1875 a Amiens, amb Roland a Les Mousquetaires de la reine de Fromental Halévy.
Després d'altres treballs a les províncies, Taskin es va dur a terme al "Théâtre Lyrique" (Salle Ventadour) el 1878, i va crear Lampourde a Le Capitaine Fracasse el 2 de juliol de 1878. Va debutar a l'Opéra-Comique com Malipieri a Haydée, ou Le secret, Daniel Auber el 9 de febrer del mateix any, unint-se a l'empresa poc després. Va cantar a l'escenari Lothario a Thomas ' Mignon la nit del foc a la Salle Favart el 25 de maig de 1887, i més tard va rebre una médaille de sauvetage (medalla de rescat); va cantar a la 1.000ena representació de l'òpera en aquesta casa.
El seu repertori també va comptar amb el comte Almaviva (El barber de Sevilla), Escamillo (Carmen), Ourrias (Mireille), Sulpice (La Fille du régiment), Jupiter (Philémon et Baucis), el Tambour-Major (Le Caïd de Thomas), i père Lorenzo (Amants de Verona per d'Ivry).
A més de Le Capitaine Fracasse de Pessard, Taskin va crear papers a Jean de Nivelle (le Charolais) de Léo Delibes el 8 de març de 1880, Les contes d'Hoffmann (Lindorf, Coppelius i Docteur Miracle) per Offenbach el 18 de febrer de 1881, Manon (Lescaut) de Massenet el 19 de gener de 1884, Proserpine (Squarocca) de Saint-Saëns el 14 de març de 1887, i Esclarmonde (Phorcas) de Massenet el 14 de maig de 1889.
Taskin va cantar a la primera representació de L'Enfant prodigue de Debussy a París el 27 de juliol de 1884. En augmentar la seva mala salut, es va retirar dels escenaris i es va convertir en professor al Conservatori (opéra comique) l'1 de maig de 1891.
Va morir a casa seva al carrer/Roma de París als 44 anys i va ser enterrat al Cimetière de Saint-Ouen.